# Jyotiraditya Madhavrao Scindia

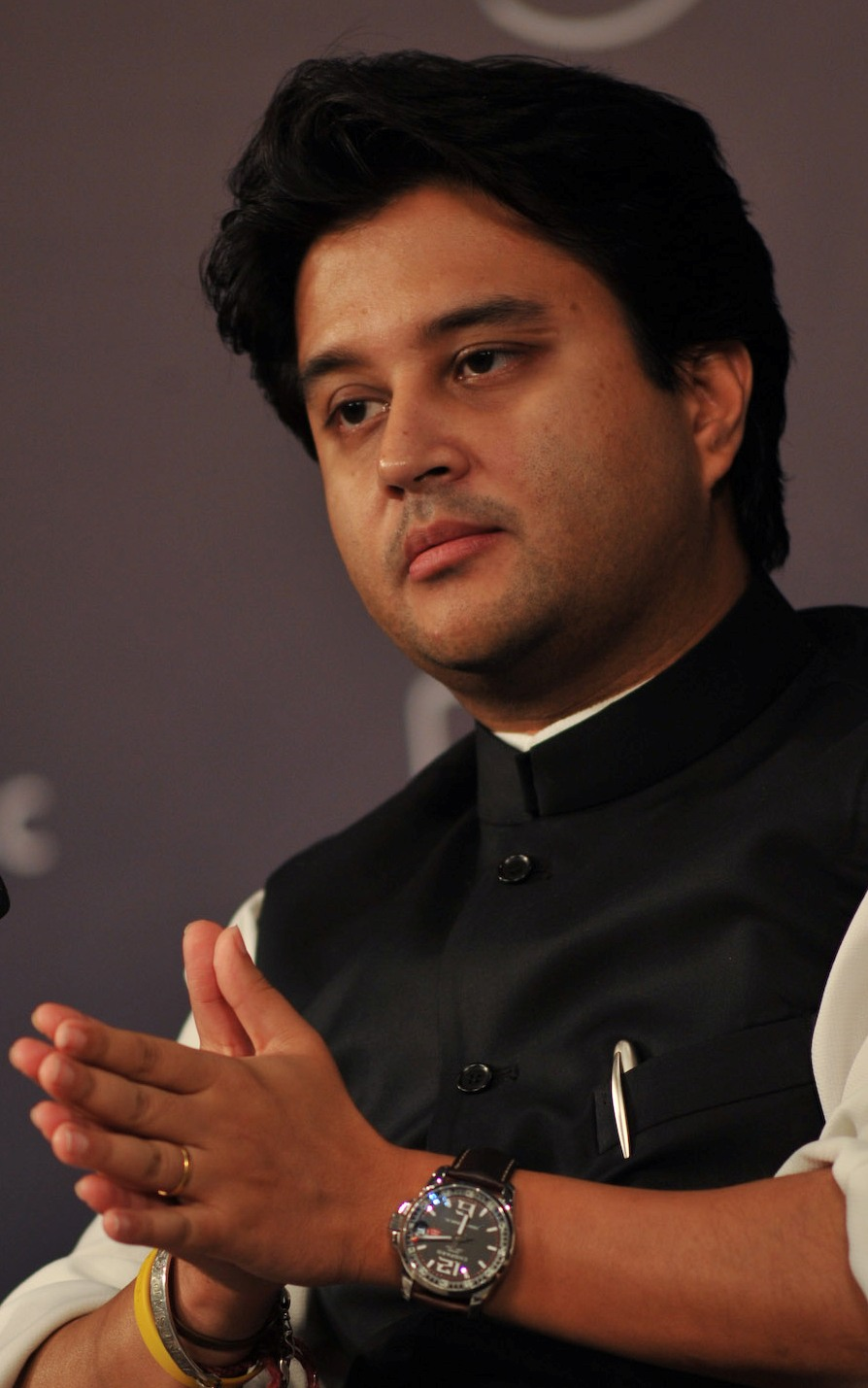
Jyotiraditya Madhavrao Scindia

Jyotiraditya Madhavrao Scindia, né le 1er janvier 1971 à Bombay, est un homme politique indien issu de la famille princière Scindia de Gwalior. 
Membre du Parti du Congrès, il est député du Lok Sabha, la Chambre basse du Parlement indien, de 2002 à 2019. Scindia a étudié à La Doon School.
Depuis 2021, il est ministre de l'Aviation civile, et depuis 2022, de l'Acier au sein du second gouvernement de Narendra Modi.

## Famille
Jyotiraditya Madhavrao Scindia est le fils de Son Altesse le Maharaja Scindia de Gwalior (1945-2001), ancien ministre du Tourisme et de l'Aviation civile.
Il est le neveu de Vasundhara Raje, ministre des Affaires étrangères de l'Union indienne de 1998-1999 et beau-frère du prince héritier du Cachemire.
Jyotiraditya Madhavrao Scindia s'est marié, en 1995, avec la princesse Priyadarshini, issue de la famille royale Gaekwad de Baroda.

## Fonctions politiques
Jyotiraditya Madhavrao Scindia a été ministre des Communications avant d'être nommé (en 2009) ministre d'État du Commerce et de l'Industrie,.